# Державне агентство меліорації та рибного господарства України
Державне агентство України з розвитку меліорації, рибного господарства та продовольчих програм (Держрибагентство) — центральний орган виконавчої влади, діяльність якого спрямовується і координується Кабінетом Міністрів України через Міністра економіки, довкілля та сільського господарства. Є правонаступником Державного комітету рибного господарства України.
До основних завдань Держрибагентства належить реалізація державної політики у сфері рибного господарства та рибної промисловості, охорони, використання та відтворення водних біоресурсів, регулювання рибальства, продовольчого забезпечення, гідротехнічної меліорації земель та експлуатації державних водогосподарських об’єктів комплексного призначення, міжгосподарських зрошувальних і осушувальних систем.
Штатна чисельність працівників Держрибагентства становить 6915 одиниць, з них: працівників апарату – 195, працівників територіальних органів – 1042, працівників державних підприємств та установ – 405, працівників водогосподарських організацій – 5273.
До структури Держрибагентства належать 26 територіальних органів, основними завданнями яких є реалізація повноважень Держрибагентства у сфері рибного господарства та рибної промисловості, охорони, використання і відтворення водних біоресурсів, регулювання рибальства, гідротехнічної меліорації земель та експлуатації державних водогосподарських об’єктів комплексного призначення, міжгосподарських зрошувальних і осушувальних систем в районі діяльності. Територіальні органи Держрибагентства є правоохоронними органами у сфері рибогосподарської діяльності до основних повноважень яких належить забезпечення здійснення державного нагляду (контролю) у галузі охорони, використання та відтворення водних біоресурсів. У зв’язку з військовим вторгненням рф на територію України Управління Держрибагентства у Луганській області та Азовське басейнове управління Держрибагентства знаходяться на окупованій території. Частково на окупованій території перебувають Управління Держрибагентства у Донецькій, Запорізькій, Харківській та Херсонській областях.
До сфери управління Держрибагентства належать також 11 державних підприємств і установ (з них 2 – у стані припинення) та 38 водогосподарських організацій. Основними напрямами їх діяльності є забезпечення розвитку гідротехнічної меліорації земель, рибогосподарська діяльність тощо.

## Історія створення
1 листопада 1991 року постановою Кабінету Міністрів України був створений Державний комітет України по рибному господарству і рибній промисловості. Проте, йому не підпорядковувались підприємства рибної галузі, що входили до складу Міністерства сільського господарства і продовольства України.
30 листопада 1994 року Указом Президента України створено Міністерство рибного господарства України. Його метою було формування та здійснення єдиної державної політики щодо розвитку рибного господарства, удосконалення управління галуззю та забезпечення населення України високоякісною рибопродукцією.
25 липня 1997 року Указом Президента України утворено Державний комітет рибного господарства України.
15 березня 2000 року постановою Кабінету Міністрів України утворено Державний департамент рибного господарства, як урядовий орган державного управління у складі Міністерства аграрної політики України.
2 листопада 2006 року постановою Кабінету Міністрів України утворено Державний комітет рибного господарства України, як центральний орган виконавчої влади, діяльність якого спрямовується і координується Кабінетом Міністрів України через Міністра аграрної політики України.
9 грудня 2010 року Указом Президента України створено Державне агентство рибного господарства України як центральний орган виконавчої влади України.
29 травня 2021 року постановою Кабінету Міністрів України Державне агентство рибного господарства України перейменовано на Державне агентство меліорації та рибного господарства України.
19 січня 2024 року постановою Кабінету Міністрів України Державне агентство меліорації та рибного господарства України перейменовано на Державне агентство України з розвитку меліорації, рибного господарства та продовольчих програм.
Розпорядженням Кабінету Міністрів України від 27 грудня 2024 року № 1327-р Головою Державного агентства України з розвитку меліорації, рибного господарства та продовольчих програм призначено Невеселого Владислава Валерійовича.

## Діяльність
Прозорі аукціони на промисловий вилов риби: у 2024 році промисловий вилов водних біоресурсів вже другий рік поспіль відбувався на основі аукціонних торгів через торгову систему «Прозорро.Продажі». Електронні аукціони забезпечили прозорий та конкурентний механізм розподілу державного ресурсу – риби та інших водних біоресурсів, сприяли чесній та ефективній конкуренції промислових рибалок, можливості долучитися до рибного бізнесу новим учасникам. Загалом протягом 2024 року відбулося 308 успішних аукціонів, за результатами яких загальна вартість лотів зросла приблизно на 34% – з 38,15 млн грн до 50,9 млн грн.
Створення спеціального фонду державного бюджету – додаткового механізму зариблення українських водойм за рахунок коштів, що надійшли від прозорих аукціонів на промисловий вилов риби як понадстартова ціна. Це дозволить відновити популяції водних біоресурсів та підвищити рибопродуктивність водойм шляхом масового зариблення. Крім того, спрямування коштів, що генерує галузь, на зариблення природних водойм забезпечить стимулювання розвитку аквакультури, промислового та любительського рибальства. Зокрема, промислові рибалки зможуть забезпечити сталий вилов риби, а суб’єкти аквакультури вирощувати мальок, маючи гарантований ринок збуту. Водночас масове вселення водних біоресурсів сприятиме розвитку рекреаційного рибальства та туризму у регіонах, заохочуючи рибалок-любителів приїжджати на відпочинок до водойм.
Цифровізація галузі рибного господарства: створено Єдину державну електронну систему управління галуззю рибного господарства (еРиба), користуючись якою підприємці змогли отримувати державні послуги та дозвільні документи онлайн. Наразі у системі еРиба доступні такі компоненти:
Е-декларування права на промислове рибальство, яке зменшило навантаження на суб’єктів рибного господарства, спростило процедуру отримання ними документів дозвільного характеру, а також мінімізувало корупційні ризики шляхом трансформації дозвільних процедур в електронну форму;
Е-Договір – прозорий, зручний та швидкий онлайн-спосіб укласти або розірвати договір на право спецвикористання водних біоресурсів у рибогосподарських водних об’єктах;
Е-Дозвіл – інструмент, який значно полегшив життя підприємцям, адже їм більше не потрібно витрачати час на збирання паперових документів та особисті візити до державних органів – подання заяв та одержання, переоформлення або анулювання дозволу на промисловий вилов риби доступне онлайн у декілька кліків, що значно скоротило час на отримання дозволу;
Е-бирка – оформлення актів прийому-передачі бирок для маркування знарядь лову та подання повідомлення про втрату бирки онлайн;
Е-Журнал – ведення журналу обліку рибогосподарської діяльності та оформлення квитанцій про вилов водних біоресурсів в електронній формі, що сприяє спрощенню ведення бізнесу.
Масштабна цифровізація рибної галузі має на меті удосконалити процеси взаємодії держави та бізнесу, зруйнувати монополії у доступі до водних біоресурсів, створити рівні можливості для підприємців та сприяти наповненню державного бюджету. Інноваційні цифрові інструменти, які вже доступні в еРибі, є невід'ємною складовою прозорості процесів у рибній галузі та запорукою подальшого зменшення корупційних зловживань у галузі в цілому.
Євроінтеграція галузі рибного господарства: проаналізовано 705 актів права ЄС, верифіковано як такі, що не потребують імплементації 667 акта права ЄС. Підлягають імплементації 33 акта права ЄС, наразі повністю імплементовано 5 актів права ЄС. У рамках реалізації євроінтеграційних процесів планується досягти гармонізації національного законодавства з відповідним правом ЄС на рівні близько 70%. Євроінтеграційна робота, проведена Держрибагентством, відзначена Єврокомісією у своєму звіті як значний прогрес, досягнутий Україною в частині розвитку рибогосподарської політики.
Оновлення нормативно-правової бази галузі: протягом 2024 року прийнято 30 нормативно-правових актів, розробником яких є Держрибагентство, з яких: 1 Закон України, 10 актів Кабінету Міністрів України та 19 наказів Мінагрополітики.
З метою реформування галузі рибного господарства та приведення нормативно-правового регулювання галузі у відповідність до законодавства ЄС, Держрибагентством спільно з Мінагрополітики протягом двох років загалом розроблено понад 100 нормативно-правових актів, з яких наразі вже прийнято понад 50.

## Меліорація земель
За оцінками Продовольчої та сільськогосподарської організації ООН (які були зроблені ще до початку активної фази війни в Україні) агроресурсний потенціал України використовувався не більше, ніж на третину.
Недостатній рівень використання цього потенціалу обмежується рядом факторів, головним із яких є неоптимальні умови природного вологозабезпечення на більш як половині території України, які постійно погіршуються у зв’язку з глобальними змінами клімату.
В умовах, що склалися, відновлення зрошення та дренажу є ключовим інструментом розвитку аграрного сектору економіки та нарощування експортного потенціалу України, мінімізації негативного впливу клімату на процеси соціально-економічного розвитку регіонів.
Завершення передачі зі сфери управління Держводагентства до сфери управління Держрибагентства меліоративних систем, гідротехнічних споруд, допоміжної інфраструктури та каналів
Стратегією зрошення та дренажу в Україні на період до 2030 року, схваленою розпорядженням Кабінету Міністрів України від 14.08.2019 № 688 (далі – Стратегія), передбачено відокремлення функції управління водними ресурсами від функції управління інфраструктурою водного господарства.
З метою реалізації Стратегії постановою Кабінету Міністрів України від 24.05.2021 № 539 «Деякі питання розподілу окремих повноважень центральних органів виконавчої влади у сфері меліорації земель» функції щодо гідротехнічної меліорації земель передані до Держрибагентства.
Надалі, відповідно до розпорядження Кабінету Міністрів України від 12.08.2022 № 714 «Про передачу цілісних майнових комплексів державних підприємств, установ та організацій до сфери управління Державного агентства меліорації та рибного господарства», Держрибагентством здійснено прийняття до своєї сфери управління 39 із 44 цілісних майнових комплексів організацій, зазначених у розпорядженні (один з яких передано до сфери управління Фонду державного майна України), зокрема в Автономній Республіці Крим, Одеській, Запорізькій, Рівненській, Луганській областях, а також окремих районах Херсонської та Миколаївської областях.
Питання передачі ще 5 цілісних майнових комплексів водогосподарських організацій, розташованих у Закарпатській області, до основних повноважень яких належить забезпечення запобігання шкідливій дії вод і ліквідація її наслідків, врегульовано постановою Кабінету Міністрів України від 06.08.2024 № 890 «Деякі питання управління об’єктами водогосподарського комплексу», відповідно до якої зазначені 5 цілісних майнових комплексів, залишені у сфері управління Держводагентства.
Із 38 переданих організацій, на підконтрольній території у зоні зрошення знаходяться 7 організацій, які забезпечували поливний сезон 2024 року (Одеська область – 5, Миколаївська – 1, Запорізька – 1), а також 2 – у зоні осушення (Рівненська область).
Окремо необхідно зазначити, що руйнація греблі Каховської ГЕС у червні 2023 року призвела до спуску води з Каховського водосховища, що своєю чергою унеможливило здійснення забору води з нього для потреб гідротехнічної меліорації сільгоспвиробників на підконтрольній території Запорізької та Херсонської областей.
Загалом до сфери управління Держрибагентства прийнято 143 зрошувальні системи, площа обслуговування яких складає 1053,9 тис. га та 297 осушувальних систем з площею обслуговування 390,4 тис. га.
Наразі 65 зрошувальних систем із площею обслуговування 778,9 тис. га знаходяться на тимчасово окупованій території. Інформація про фактичну їх наявність та стан відсутня.
Меліоративні системи в інших областях мають передатися із сфери управління Держводагентства до сфери управління Держрибагентства, як окремо визначене майно, відповідно до Порядку передачі об’єктів права державної власності, затвердженого постановою Кабінету Міністрів України від 21.09.1998 № 1482.
Усі переліки окремо визначеного майна (об’єктів інженерної інфраструктури меліоративних систем), яке не передалось до сфери управління Держрибагентства відповідно до розпорядження Кабінету Міністрів України від 12.08.2022 № 714-р, а також згода Держрибагентства щодо його прийняття вже передано до Держводагентства.
У 2024 році:
- отримано згоду балансоутримувачів меліоративних систем у Дніпропетровській, Кіровоградській, Київській (у межах басейну р. Рось), Донецькій, Полтавській, Херсонській, Миколаївській областях (регіональних офісів водних ресурсів та басейнових управлінь водних ресурсів Держводагентства) на передачу майна на баланс державної установи «Українські гідромеліоративні системи», створеної Держрибагентством з метою приймання державного окремого індивідуально визначеного гідромеліоративного майна;
- підписано спільні накази Держрибагентства та Держводагентства щодо передачі до сфери управління Держрибагентства об’єктів інженерної інфраструктури меліоративних систем у межах Кіровоградської, Донецької, Херсонської, Київської (басейн р. Рось) та Полтавської областей. Робота комісії відповідно до зазначеного наказу триває.
Утворення організацій водокористувачів та передача таким організаціям об’єктів інженерної інфраструктури меліоративних мереж, що перебувають у державній, комунальній власності або є безхазяйними
Законом України «Про організації водокористувачів та стимулювання гідротехнічної меліорації земель» (далі – Закон про ОВК) надано можливість сільгоспвиробникам, які здійснюють меліоративні заходи, створювати організації водокористувачів та отримувати у власність інфраструктуру меліоративних систем, самостійно керувати нею, експлуатувати її із застосуванням найкращих технологій (у тому числі енерго- та водоощадних), залучати інвестиції у її розвиток і в результаті зменшити вартість водоподачі для здійснення зрошення, а відповідно і собівартість продукції, а також збільшити площі зрошення.
Впродовж 2022-2024 років створено та зареєстровано 54 організації водокористувачів (у тому числі у 2024 році – 22) у Вінницькій, Дніпропетровській, Київської, Кіровоградської, Миколаївській, Одеській, Полтавській, Харківській, Херсонській, Черкаській, Волинській, Житомирській та Чернігівській областях.
Зареєстрованими організаціями водокористувачів здійснюються заходи щодо розроблення документації із землеустрою для визначення меліоративної мережі для внесення відповідних відомостей до Державного земельного кадастру (16 організацій водокористувачів вже внесли відповідні відомості до Державного земельного кадастру).
У 2023 – 2024 роках у власність чотирьох організації водокористувачів передано об’єкти інженерної інфраструктури зрошувальних системи, у тому числі у 2024 році – трьом організаціям водокористувачів:
- 11 червня здійснено передачу комунального майна внутрішньогосподарської зрошувальної системи на землях колишнього колгоспу «Дружба» Кременчуцького району у власність організації водокористувачів «КВІТУЧІ ЛАНИ» (Полтавська область);
- 18 листопада здійснено передачу державного, комунального та безхазяйного майна меліоративної мережі Білгород-Дністровської зрошувальної системи у власність організації водокористувачів «ЩЕДРА ЗЕМЛЯ» (Одеська область);
- 18 грудня здійснено передачу державного, комунального та безхазяйного майна меліоративної мережі Кілійсько-Маякської зрошувальної системи у власність організації водокористувачів «ПЕРША КІЛІЙСЬКА ОВК» (Одеська область);
Після остаточної передачі Держводагентством зі сфери свого управління до сфери управління Держрибагентства меліоративних систем, Держрибагентство продовжить всіляко сприяти сільгоспвиробникам у створенні та функціонуванні організацій водокористувачів, отриманні ними у власність об’єктів меліоративних систем, а також у впровадженні прозорих механізмів співпраці з іншими сільгоспвиробниками, як це вже впродовж двох років практикується в областях, де об’єкти інженерної інфраструктури належать до сфери управління Держрибагентства.
Залучення інвестицій у модернізацію та відновлення державної меліоративної інфраструктури шляхом ініціювання пілотних проєктів
Держрибагентством ведеться активно робота щодо залучення іноземних державних та недержавних інституцій до відновлення та розвитку гідротехнічної меліорації в Україні.
Організовано співпрацю з такими організаціями: European Bank of Reconstruction and Development, Japan International Cooperation Agency (Японія), Korea International Cooperation Agency (Республіка Корея), Програмою USAID АГРО та недержавними компаніями Великобританії, Франції і США.
Частина проєктів вже практично реалізується, зокрема:
- Japan International Cooperation Agency (Японія) реалізується проєкт з технічної допомоги шляхом надання машин, механізмів та обладнання для обслуговування та модернізації меліоративних систем (у рамках Проєкту міжнародної технічної допомоги «Програма екстреного відновлення», «Невідкладна підтримка аграрного сектору"). Цим сегментом грантової допомоги забезпечено постачання у 2024 році експлуатаційним організаціям Держрибагентства 98 одиниць сучасної техніки провідних японських та світових виробників;
- розпочато реалізацію наступного спільного проєкту з Japan International Cooperation Agency (Японія) – відновлення державних меліоративних систем у Одеській області (з червня 2024 року проводиться обстеження та вибір зрошувальних систем, які будуть модернізовані за рахунок грантової допомоги у 2025-2026 роках).
- Програма USAID АГРО підтримує проєкти з відновлення та модернізації об’єктів зрошуваних та осушуваних мереж для організацій водокористувачів;
Надано інформацію Мінагрополітики щодо пріоритетності десяти публічних інвестиційних проєктів у сфері гідротехнічної меліорації земель, внесених Одеською та Запорізькою облдержадміністраціями до Єдиного проєктного портфеля здійснення публічних інвестицій Цифрової екосистеми для підзвітного управління відновленням DREAM, із визначенням їх концепції, пріоритетних напрямів тощо.
Надано інформацію Мінагрополітики щодо трьох публічних інвестиційних проєктів, спрямованих на відновлення критично важливої інфраструктури меліоративних систем у Рівненській, Запорізькій та Одеській областях, для розміщення їх концепцій на державній електронній екосистемі управління відновленням DREAM.
Робота щодо залучення міжнародної допомоги у відновлення та розвиток гідротехнічної меліорації триває.
Забезпечення належної експлуатації державного водогосподарсько-меліоративного комплексу
Забезпечення поливного сезону організаціями, що належать до сфери управління Держрибагентства
Водогосподарськими організаціями зони зрошення, які належать до сфери управління Держрибагентства, на підконтрольній території у рамках підготовчих заходів до зрошувального сезону 2024 року для забезпечення подачі води на планову площу зрошення відповідно до заявок аграріїв було підготовлено до роботи 135 зрошувальних насосних станцій та майже 312 км зрошувальних каналів.
Зазначені заходи дозволили вчасно розпочати та успішно провести поливний сезон 2024 року. Так, протягом квітня-жовтня у Одеській, Запорізькій та Миколаївській областях аграріям надано послуг з подачі води на зрошення на площу 39,4 тис. га, що на 6% перевищує показник 2023 року. Подачу води для потреб зрошення фактично здійснювали 120 насосних станцій, якими подано води майже 109 млн куб. м, що на 12% перевищує об’єм води поданої у 2023 році.
Попередження та подолання наслідків весняного водопілля у Рівненській області
У межах зони осушення водогосподарськими організаціями, що належать до сфери управління Держрибагентства, з метою недопущення підтоплення населених пунктів, сільськогосподарських угідь, об’єктів інфраструктури та забезпечення вчасного початку посівної у межах Рівненської області здійснено підготовку до пропуску весняного водопілля та заходів з осушення земель, яких у зоні відповідальності управлінь обліковується 390,4 тис. га, з них 48,9 тис. га – землі сільськогосподарського призначення. Було підготовлено до роботи у 2024 році 79 дренажних і польдерних насосних станцій та 1124 км осушувальних каналів.
Загалом захисними насосними станціями було перекачано 85,6 млн куб. м води. Завдяки цьому не було допущено тривалого затоплення та підтоплення територій, забезпечено до початку вегетаційного періоду сприятливий водно-повітряний режим ґрунтів сільськогосподарських угідь.

## Рибоохоронна діяльність
Основним завданням рибоохоронних патрулів є реалізація повноважень Держрибагентства у сфері рибного господарства та рибної промисловості, охорони, використання і відтворення водних біоресурсів, регулювання рибальства, меліорації земель та експлуатації державних водогосподарських об’єктів комплексного призначення, міжгосподарських зрошувальних і осушувальних систем в районі діяльності.
Протягом 2023 року рибоохоронними патрулями Держрибагентства здійснено 1769 рейдів. У результаті проведених заходів викрито 18 321 порушення рибоохоронного законодавства, що на 9% більше у порівняні з 2022 роком.
При цьому кількість викритих грубих порушень у 2023 році склала 3 786 – 26% від загальної кількості (без урахування майна власник якого не встановлений).
Крім того, рибпатрульними проводилися перевірки законності реалізації водних біоресурсів на торгівельних майданчиках та місцях стихійної торгівлі, направлені на попередження та недопущення продажу фізичними і юридичними особами незаконно добутих водних біоресурсів. Так, за незаконне придбання та реалізацію водних біоресурсів притягнуто до адміністративної відповідальності 1144 особи, що на 47% більше, ніж у 2022 році.
Загалом найбільше порушень викрито рибоохоронцями у Черкаській, Полтавській, Дніпропетровській, Запорізькій та Вінницькій областях.
У рамках рибоохоронних рейдів державні інспектори вилучили у порушників майже 56 тонн водних біоресурсів та 14 476 заборонених знарядь лову, крім того, затримали 364 транспортних засобів.
Сума збитків, завданих рибному господарству України за 2023 рік, склала понад 160 млн гривень. З них 28,4 млн грн нараховано Полтавським рибпатрулем, 27,5 млн грн – Вінницьким, 25,6 млн грн – Дніпропетровським, 15,6 млн грн – Миколаївським.
Водночас рибоохоронці, продовжуючи здійснювати рибоохоронні рейди в умовах воєнного стану, тісно співпрацювали з обласними військовими адміністраціями та регулярно передавали вилучені браконьєрські сітки, що перейшли у власність держави, для плетіння маскувальних засобів на потреби ЗСУ.

## Штучне відтворення цінних представників іхтіофауни
Велике значення для підтримання сталих запасів риби у водоймах має штучне відтворення цінних представників іхтіофауни. У 2024 році зариблення водойм України здійснювалося за рахунок державного та місцевих бюджетів, благодійних внесків, компенсаційних коштів, громадських організацій і підприємств, які працюють відповідно до Режимів спеціальних товарних рибних господарств.
Загалом протягом 2024 року у рибогосподарські водні об’єкти України вселено понад 10,8 млн екз. цінних видів риб – харіуса європейського, лосося дунайського, форелі струмкової, коропа, товстолоба, білого амура та ін.
Зокрема, унікальна кампанія зариблення за рахунок державного бюджету дала можливість поповнити водойми Карпатського регіону понад 283 тис. екз. лососевих видів риб, що на 11 % більше, ніж у попередньому році. Так, уперше за часів незалежності України до водойм Закарпаття вселено 8783 екз. мальків червонокнижного харіуса європейського, вирощеного на рибоводному форелевому заводі «Лопушно» Держрибагентства. Крім того, водні об’єкти басейну Тиси у межах Чернівецької та Закарпатської областей збагатилися 21 400 екз. червонокнижного лосося дунайського (головатиці). Разом із тим водойми одразу чотирьох регіонів – Львівщини, Івано-Франківщини, Закарпаття та Буковини збагатилися 253 тис. екз. мальків струмкової форелі.
Водночас у 2024 році розпочалася масштабна кампанія зариблення водойм за кошти, які отримали місцеві бюджети від спеціального використання водних біоресурсів через прозорі аукціони на промисловий вилов риби. Зокрема, заходи зі вселення водних біоресурсів відбулися на Черкащині (до Кременчуцького водосховища випущено близько 358 тис. екз. товстолоба), Полтавщині (рибні запаси Кременчуцького і Кам’янського водосховищ поповнилися 54 820 екз. товстолоба, р. Ворскла – 7830 екз. товстолоба), Кіровоградщині (до Кременчуцького і Кам’янського водосховищ вселено 31 834 екз. коропа та товстолоба). Загалом за кошти місцевих бюджетів минулоріч у водоймах України оселилося 485 тис. екз. цінних видів риби, що в 17 разів перевищує показник 2023 року.
Зариблення в Режимі спеціальних товарних рибних господарств (СТРГ) у минулому році здійснювали 28 суб’єктів господарювання, якими вселено 9,9 млн екз. різновікової стадії риб, з них 8,2 млн екз. випущено у водойми Одеської області.
Громадськими організаціями, а також за рахунок компенсаційних коштів і благодійних внесків у цей період випущено 187 тис. екз. водних біоресурсів, що вдвічі більше, ніж у попередньому році. Вселення здійснювалися у Дніпропетровській, Закарпатській, Львівській, Київській та Полтавській областях.
Систематичне поповнення популяцій водних біоресурсів є стратегічно важливим для рибного господарства, адже це робота на перспективу для забезпечення продовольчої безпеки країни та поліпшення екологічного стану водойм.

## Аквакультура(рибництво, рибне фермерство)
У рамках загального реформування галузі рибного господарства України значна роль відводиться створенню сприятливих умов для розвитку аквакультури, у тому числі національної марикультури. Удосконалення державної політики у сфері аквакультури, нарощування обсягів виробництва продукції аквакультури – одні з головних цілей реформи рибного господарства.
Важливим заходом у забезпеченні реалізації державної політики у сфері рибного господарства стало затвердження нової удосконаленої форми звітності у сфері аквакультури, яка адаптована до європейських підходів збирання статистичних даних та забезпечить ефективність обміну інформацією з міжнародними організаціями, у тому числі з ФАО.
Нова удосконалена форма звітності охоплює весь спектр об’єктів аквакультури – риб, ракоподібних, молюсків та водоростей. При цьому передбачено збір статистичної інформації у розрізі окремих видів, відповідно до європейських норм.
Головною метою удосконалення форми звітності є створення цілісної системи організації повного збору інформації у сфері аквакультурі для прийняття ефективних рішень, насамперед щодо сприяння розвитку та підтримки національної аквакультури.
У 2023 році загальна кількість суб’єктів аквакультури становила 3481. З них надали звітність за формою № 1 А-аквакультура (річна) «Звіт про аквакультуру за 2023 рік» 1847 таких підприємств або 53% від загальної кількості суб’єктів аквакультури.
За даними звітності кількість працюючих (повна, сезонна, часткова, тимчасова зайнятість) становить 4456 працівників, у тому числі 787 жінок.
Загальний обсяг виробництва продукції аквакультури у 2023 році становить 15270,83 тонн водних біоресурсів. У тому числі: у ставах – 14750,8 тонн, у садках – 53,55 тонн, у резервуарах та басейнах – 184,89 тонн, в установках замкнутого водопостачання – 281,59 тонн. Також вироблено 3232,5 кг харчової ікри.
Водночас у 2023 році реалізовано 9677,84 тонн товарної риби та інших гідробіонтів.
Традиційними об’єктами аквакультури незмінно залишаються коропові: звичайний короп (7122,77 тонн) та рослиноїдні види риб, такі як білий товстолоб (1551,11 тонн), строкатий товстолоб (1458,2 тонн), їх гібриди (940,51 тонн), білий амур (471,59 тонн). Крім коропових українські аквафермери вирощують також райдужну форель (305,08 тонн), кларієвого сома (192,38 тонн), щуку (177,04 тонн), судака (580,27 тонн), стерлядь (12,03 тонн), руського осетра (8,5 тонн), американського гольця (86 тонн), тощо.

## Промислове рибальство
З метою впорядкування організації промислового рибальства та раціонального використання водних біоресурсів суб'єктами господарювання всіх форм власності Держрибагентство щорічно розробляє Режими промислу, ліміти спеціального використання водних біоресурсів та квоти добування (вилову) водних біоресурсів.
У 2023 році змінено порядок розподілу лімітів спеціального використання водних біоресурсів на квоти добування (вилову) та їх подальшої реалізації на аукціонах з продажу права на укладення договорів на право спеціального використання водних біоресурсів у рибогосподарських водних об’єктах (їх частинах) шляхом електронних торгів.
Такі зміни запроваджено з метою забезпечення принципу економічної конкуренції шляхом надання всім без виключення суб’єктам рибного господарства доступу до отримання права на спеціальне використання водних біоресурсів, оскільки переважне право на його отримання мали користувачі водних біоресурсів, які традиційно (три і більше років) здійснювали спеціальне використання водних біоресурсів.
В умовах воєнного стану у 2023 році в електронній торговій системі «Prozorro.Продажі» Держрибагентством було оприлюднено 934 оголошення про проведення аукціонів з продажу права на укладення договорів на право спеціального використання водних біоресурсів у рибогосподарських водних об’єктах (їх частинах) (з урахуванням повторних торгів тих самих лотів).
Між Держрибагентством та переможцями аукціонів укладено 289 договорів на право спеціального використання водних біоресурсів у рибогосподарських водних об’єктах (їх частинах).
За результатами укладених договорів на право спеціального використання водних біоресурсів у рибогосподарських водних об’єктах (їх частинах) на рахунок територіального органу Казначейства за кодом класифікації доходів бюджету 13070200 за місцем реєстрації надійшло 95,5 млн грн.
Загалом у 2023 році діяльність, пов’язану з промисловим виловом водних біоресурсів у рибогосподарських водних об’єктах загальнодержавного значення, на яких затверджені ліміти та прогнози допустимого спеціального використання водних біоресурсів, здійснювали 289 суб’єктів господарської діяльності. Зазначеними користувачами у рибогосподарських водних об'єктах та на континентальному шельфі України у 2023 році добуто 11,2 тис. тонн водних біоресурсів, з них виловлено:
- 11,19 тис. тонн у внутрішніх водоймах (+12% у порівнянні з 2022 роком);
- 415 кг у Чорному морі (-99,5% у порівнянні з 2022 роком).
У водосховищах Дніпра загальний вилов водних біоресурсів склав 9,5 тис. тонн, що на 15% більше ніж у 2022 році. Основну частку вилову склали карась сріблястий (3112 тонн), лящ (2161 тонн), плітка (тараня) (2148 тонн), плоскирка (1048 тонн) та судак звичайний (528 тонн).
Вилов водних біоресурсів у Дніпровсько-Бузькій гирловій системі склав 328 тонн, що на 140% більше, ніж у 2022 році. Основу промислу склали тюлька – 149 тонн, карась сріблястий – 79 тонн, плітка (тараня) – 26 тонн, лящ – 21 тонна та рослиноїдні види риб – 18 тонн.
У пониззі р. Дністер з лиманом та Кучурганському водосховищі вилов зменшився майже на 21% і становить 1034 тонни. Основна частина вилову (76%) – карась сріблястий – 788 тонн.
На річці Дунай суб’єктами господарської діяльності добуто 125 тонн риби, що у порівнянні з 2022 роком більше на 92%. Основу промислу на даному водному об’єкті склав традиційний вид прохідної риби – оселедець чорноморський: його виловлено 102 тонни, що складає 81% від загального вилову у р. Дунай.
Обсяг вилову в причорноморських лиманах склав 119 тонн, що більше минулорічного показника на 34 тонни.
У Чорному морі основу промислового вилову склали такі види як: атерина (0,1 тонна), креветки (0,255 тонн) та бички (0,06 тонн).

## Наукова діяльність
Розпорядженням Уряду від 15.09.2023 № 802-р утворено нову державну наукову установу «Інститут рибного господарства, екології моря та океанографії», що належить до сфери управління Держрибагентства.
Установа створена на базі двох державних підприємств, які ліквідовуються – Інституту рибного господарства та екології моря і Одеського центру Південного науково-дослідного інституту морського рибного господарства та океанографії.
Таке рішення Уряду націлене не лише на збереження наукового потенціалу галузі рибного господарства, а саме на його розвиток для вирішення сучасних викликів всього рибного сектору України.